# 실제상황 토요일
《실제상황 토요일》은 2003년 11월 8일부터 2007년 1월 6일까지 방송되었던 예능 프로그램이다.

## 방송 시간
| 방송 채널 | 방송 기간                           | 방송 시간                            |
| --------- | ----------------------------------- | ------------------------------------ |
| SBS TV    | 2003년 11월 8일 ~ 2005년 7월 2일    | 매주 토요일 오후 5시 50분 ~ 6시 50분 |
| SBS TV    | 2005년 7월 9일 ~ 2005년 10월 29일   | 매주 토요일 저녁 6시 ~ 8시           |
| SBS TV    | 2005년 11월 5일 ~ 2005년 11월 19일  | 매주 토요일 오후 5시 55분 ~ 8시      |
| SBS TV    | 2005년 11월 26일 ~ 2006년 10월 28일 | 매주 토요일 오후 5시 40분 ~ 8시      |
| SBS TV    | 2006년 11월 4일 ~ 2007년 1월 6일    | 매주 토요일 오후 5시 30분 ~ 6시 40분 |

## 역대 코너
- 슈퍼주니어의 풀하우스
- X맨
- 우리 아이가 달라졌어요 (이후 독립편성)
- 내 사랑 몽키
- 선택남녀
- 연애편지

## 네트워크 방송사
- 2006년 5월 14일부터 개칭한 KNN 부산경남방송의 경우 방송 당시 PSB 부산방송 명칭을 2006년 5월 13일까지 표기하였다.

| 방송 권역        | 방송사                                        |
| ---------------- | --------------------------------------------- |
| 수도권           | SBS (프로그램 제작국)                         |
| 부산/경남권      | PSB 부산방송 → Korea New Network 부산경남방송 |
| 울산권           | ubc 울산방송                                  |
| 대구/경북권      | 대구경북 TBC                                  |
| 대전/충남/세종권 | TJB 대전방송                                  |
| 충북권           | CJB 청주방송                                  |
| 전북권           | JTV 전주방송                                  |
| 광주/전남권      | kbc 광주방송                                  |
| 강원권           | GTB 강원민방 (현 Gangwon No. 1 Broadcasting)  |
| 제주권           | JIBS 제주국제자유도시방송                     |

## 결방 사유 및 편성 변경
2004년
- 8월 14일 : 아테네 올림픽 중계방송으로 인한 결방.
- 10월 30일 : SBS 스포츠 2004 프로야구 한국시리즈 8차전 《삼성 라이온즈 VS 현대 유니콘스》 중계방송으로 인한 결방.

## 타이틀 변천사
| 기수 | 타이틀           | 방송 기간                          |
| ---- | ---------------- | ---------------------------------- |
| 1기  | 기쁜 우리 토요일 | 1994년 2월 5일 ~ 2001년 3월 10일   |
| 2기  | 쇼! 무한탈출     | 2001년 3월 17일 ~ 2001년 4월 21일  |
| 3기  | 토요일은 즐거워  | 2001년 5월 5일 ~ 2002년 1월 12일   |
| 4기  | 토요일이 온다    | 2002년 1월 19일 ~ 2002년 7월 6일   |
| 5기  | 실제상황 토요일  | 2003년 11월 8일 ~ 2007년 1월 6일   |
| 6기  | 토요일이 좋다    | 2015년 10월 17일 ~ 2016년 8월 20일 |

## 참고 사항
한편, 본 프로그램은 2004년 4월 17일과 4월 24일 방영분에서 남성이 여성의 엉덩이 부분을 두 손으로 잡은 장면과 넘어지면서 밀착된 모습, 팬티가 노출되는 장면을 내보내 방송위원회(현 방송통신심의위원회) 산하 연예오락제1심의위원회로부터 '주의' 조치를 받았다.
아울러, 해당 프로그램의 리얼로망스 연애편지 코너가 2003년 시청자들의 비난으로 폐지됐던 짝짓기 프로그램들의 단점을 전혀 개선하지 않은 채 답습했다는 지적을 사자 민주언론운동시민연합으로부터 '2004년 올해의 유감방송'에 선정되는 불명예를 안아야 했다.
이와 더불어, 뒷시간대 프로그램 솔로몬의 선택이 2005년 7월 4일부터 월요일 오후 8시 55분으로 이동한 뒤 같은 해 7월 9일부터 와이드 편성되었으나 2006년 11월 4일(하반기 프로그램 개편)부터 와이드제가 폐지됐다.